# Mama i ja (film)
Mama i ja (ang. The Guilt Trip) – amerykański komediodramat z 2012 roku w reżyserii Anne Fletcher. Wyprodukowany przez Paramount Pictures.
Światowa premiera filmu miała miejsce 19 grudnia 2012 roku, natomiast w Polsce premiera filmu odbyła się 8 marca 2013 roku.

## Opis fabuły
Andy Brewster (Seth Rogen) jest wynalazcą. Opracował recepturę nowego produktu – ekologicznego, uniwersalnego detergentu. Wyrusza w podróż po Stanach Zjednoczonych w poszukiwaniu kupców tego rewolucyjnego środka i namawia swoją matkę Joyce (Barbra Streisand), aby mu towarzyszyła. Ma także ukryty cel: chce, by zgorzkniała kobieta pogodziła się z dawnym ukochanym. Pełna wzajemnych wymówek i ciepłych wspomnień wyprawa zbliża dwoje ludzi o mocnych charakterach.

## Obsada
- Barbra Streisand jako Joyce Brewster
- Seth Rogen jako Andy Brewster
- Brett Cullen jako Ben Graw
- Adam Scott jako Andrew Margolis, Jr.
- Ari Graynor jako Joyce Margolis
- Casey Wilson jako Amanda
- Colin Hanks jako Rob
- Yvonne Strahovski jako Jessica
- Jeff Kober jako Jimmy
- Miriam Margolyes jako Anita
- Kathy Najimy jako Gayle
- Dale Dickey jako Tammy
- Nora Dunn jako Amy
- Brandon Keener jako Ryan McFee